# Gran ciudad de distrito

Niveles administrativos de Alemania

Gran ciudad de distrito (en alemán: Große Kreisstadt) es una terminología de la ley municipal (Gemeindeordnung) de varios estados federados alemanes. En algunos estados de Alemania se usa este término para referirse a un estatus legal especial de ciudades afiliadas a un distrito, diferentes a las ciudades independientes y con competencias adicionales a las de otros municipios del distrito. El título se basa en la soberanía dada por el gobierno estatal.

## Reglas administrativas
El término se utiliza oficialmente junto al nombre de la ciudad. En los diferentes estados federados (Bundesländer) las leyes varían, por lo que cada administración decide exactamente cuándo una ciudad puede obtener este título. El alcalde de una Große Kreisstadt se suele llamar Oberbürgermeister.
- Datos: Q448801